# 懷特霍爾 (密歇根州)
懷特霍爾（英語：Whitehall）是一個位於美國密歇根州馬斯基根縣的城市。

## 人口
根據2020年美國人口普查的數據，懷特霍爾的面積為9.84平方千米，當中陸地面積為8.33平方千米，而水域面積為1.51平方千米。當地共有人口2909人，而人口密度為每平方千米296人。